# 邦代
邦代（/ˈbɒndaɪ/），澳洲新南威爾斯州悉尼東部的一個地區，距離悉尼商業中心區大約7公里，是中至高密度的住宅區。「Bondi」一字源於澳洲土著語言「boondi」，意思為「水打在岩石之上」，英語拼法到1827年才正式確認。 

## 簡史
整個邦代原本為1809年授予道路建築商人威廉·羅伯茨（William Roberts）的200英畝土地中的一部份。至1851年被《悉尼監察報》編輯愛德華·史密斯·賀爾（Edward Smith Hall）用200镑買下。

## 人口
根據2011年的統計，邦代人口為9,614，當中45.1%生於澳洲，7.0%生於英國，3.5%生於紐西蘭，3.4%生於愛爾蘭，2.5%生於南非，1.6%生於烏克蘭。總人口當中只有64.9%在家中使用英語，4.1%使用俄羅斯語，1.6%使用希伯來語，1.6%使用葡萄牙語，1.4%使用意大利語，1.3%使用西班牙語。  
24.3%的居民沒有宗教信仰，22.7%為天主教徒，15.3%信奉猶太教，9.6%信奉英國國教，2.6%信奉東正教。

## 圖片集

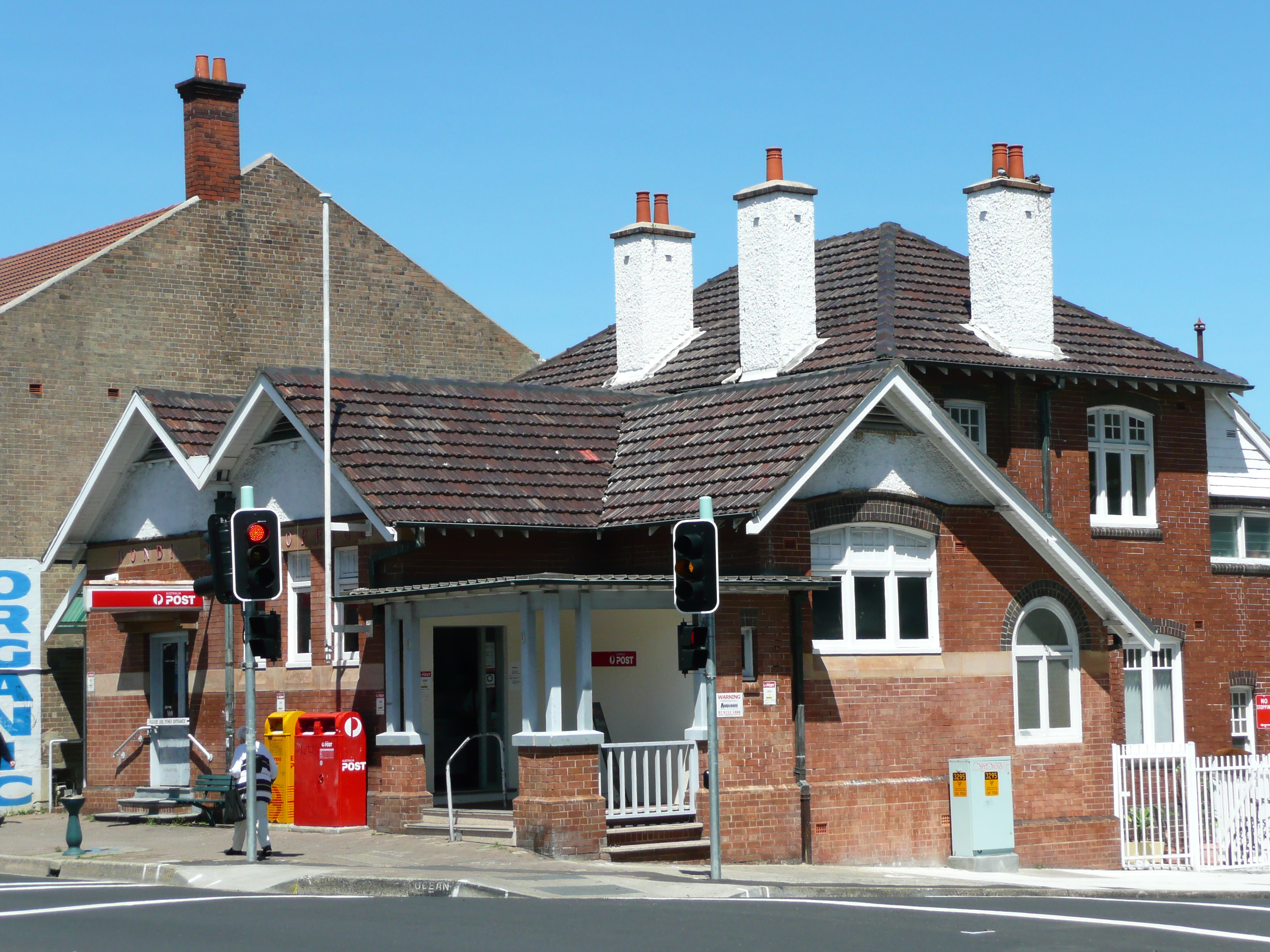
藝術與工藝美術運動式的邦代郵局
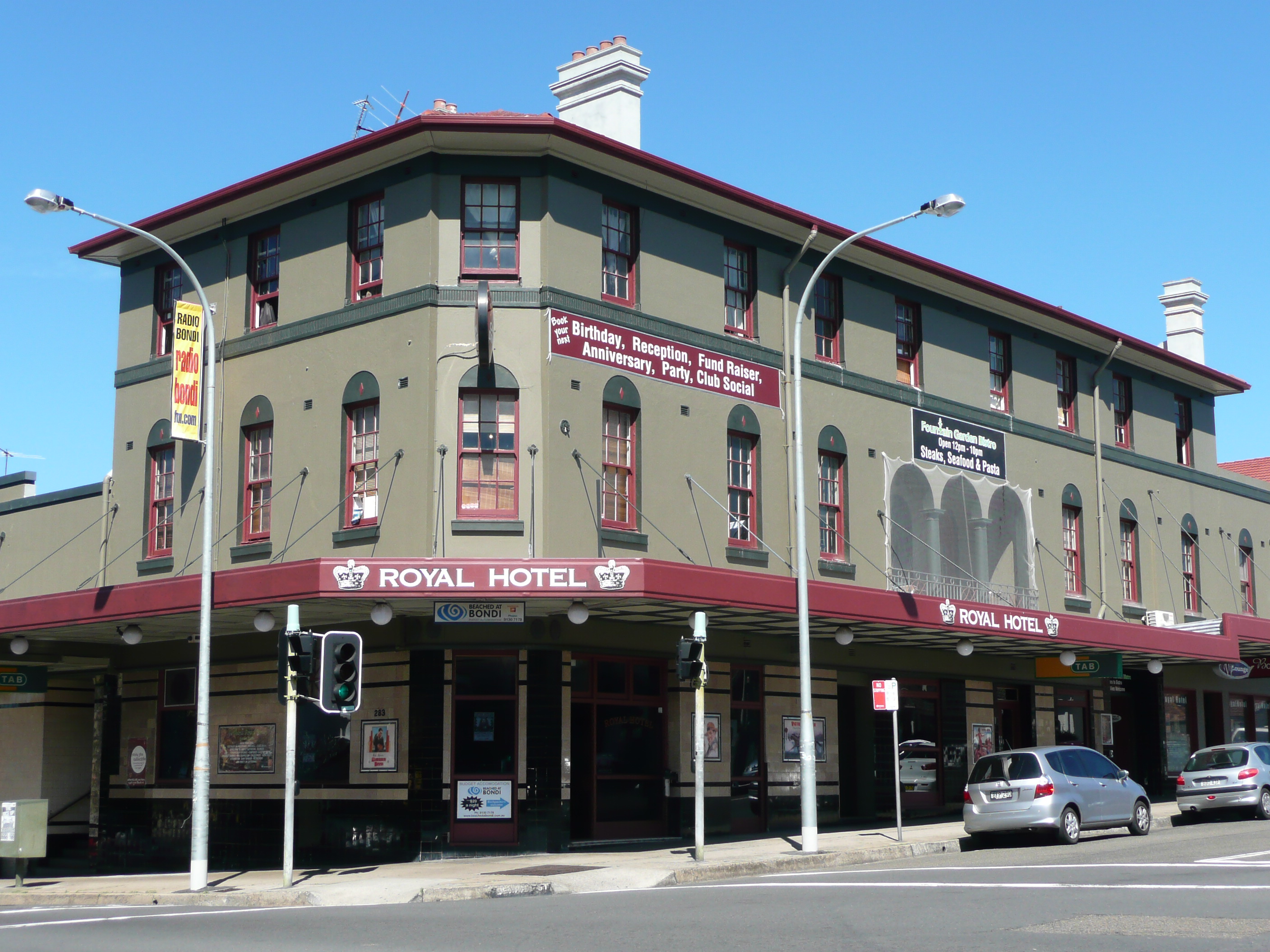
皇家酒店
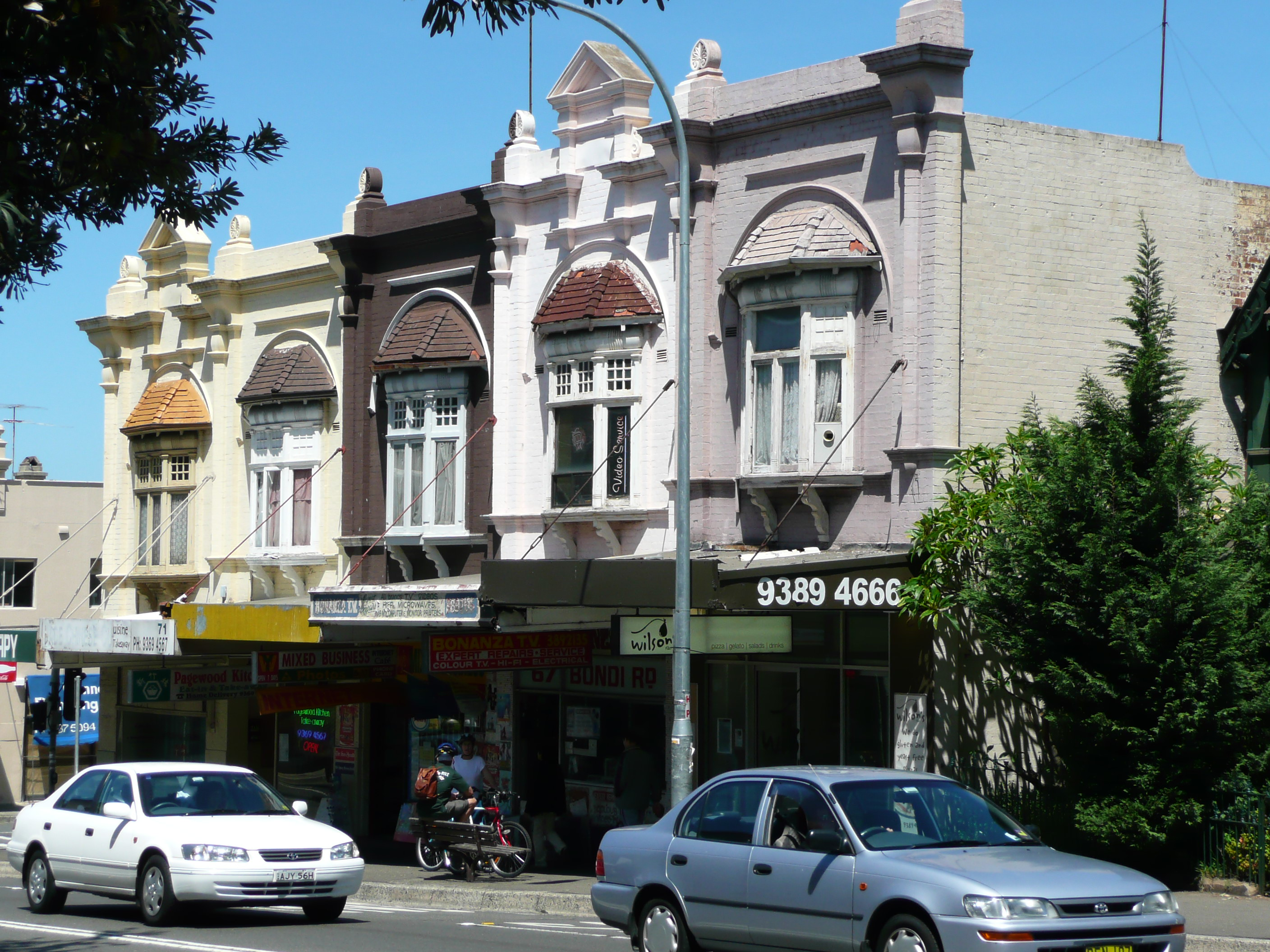
商店和民居
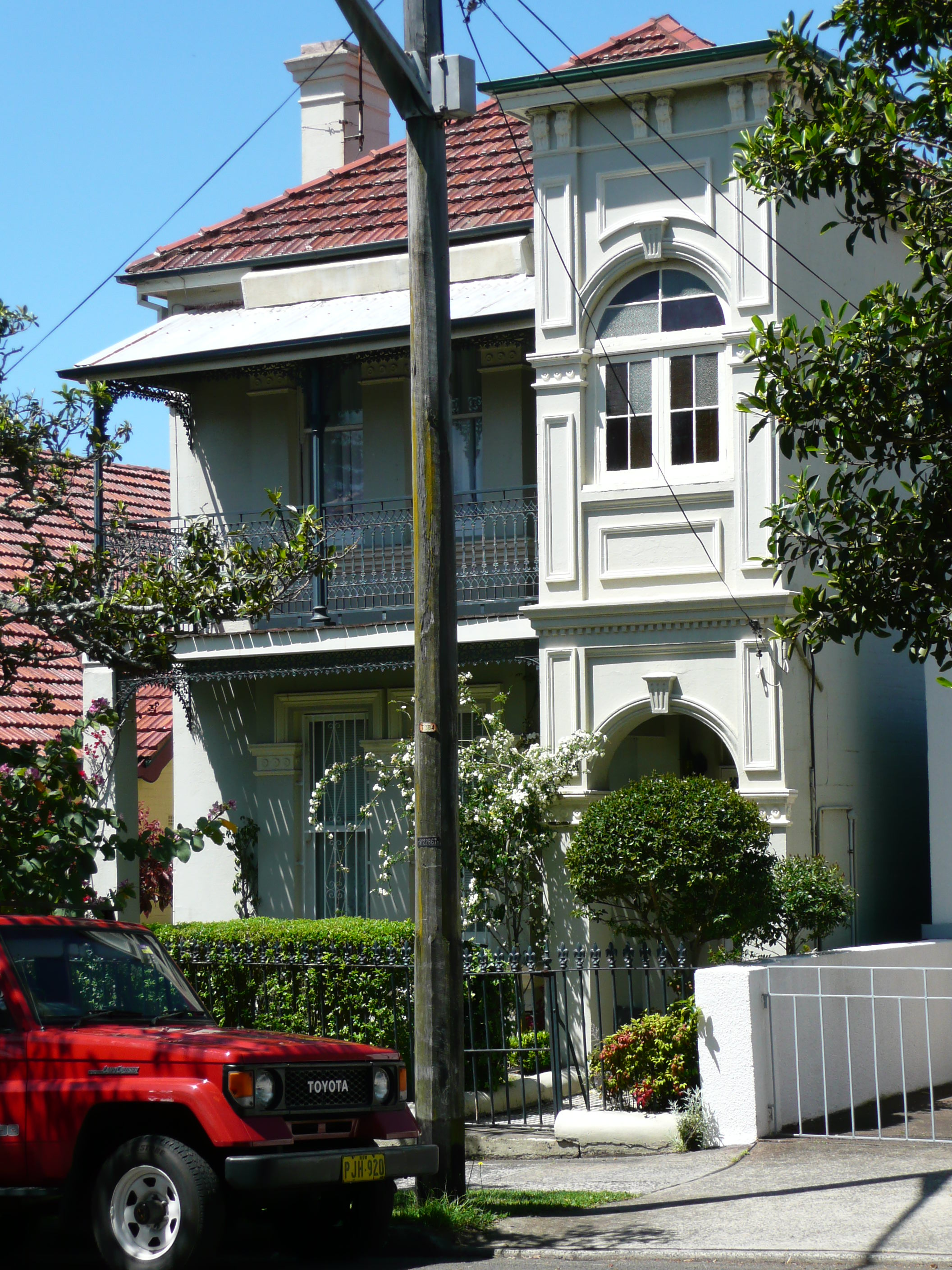
維多利亞式的建築

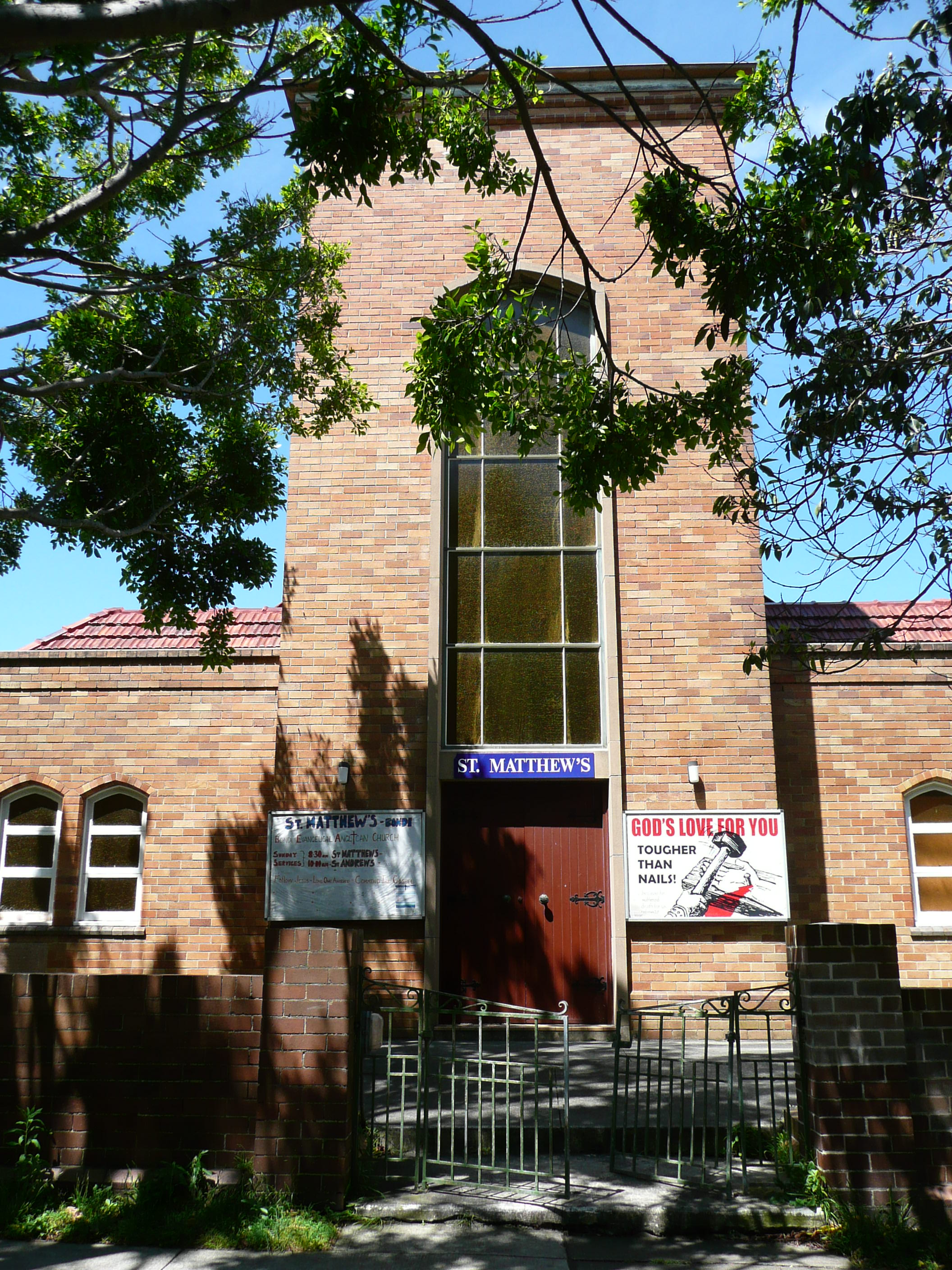
聖公會聖馬太堂
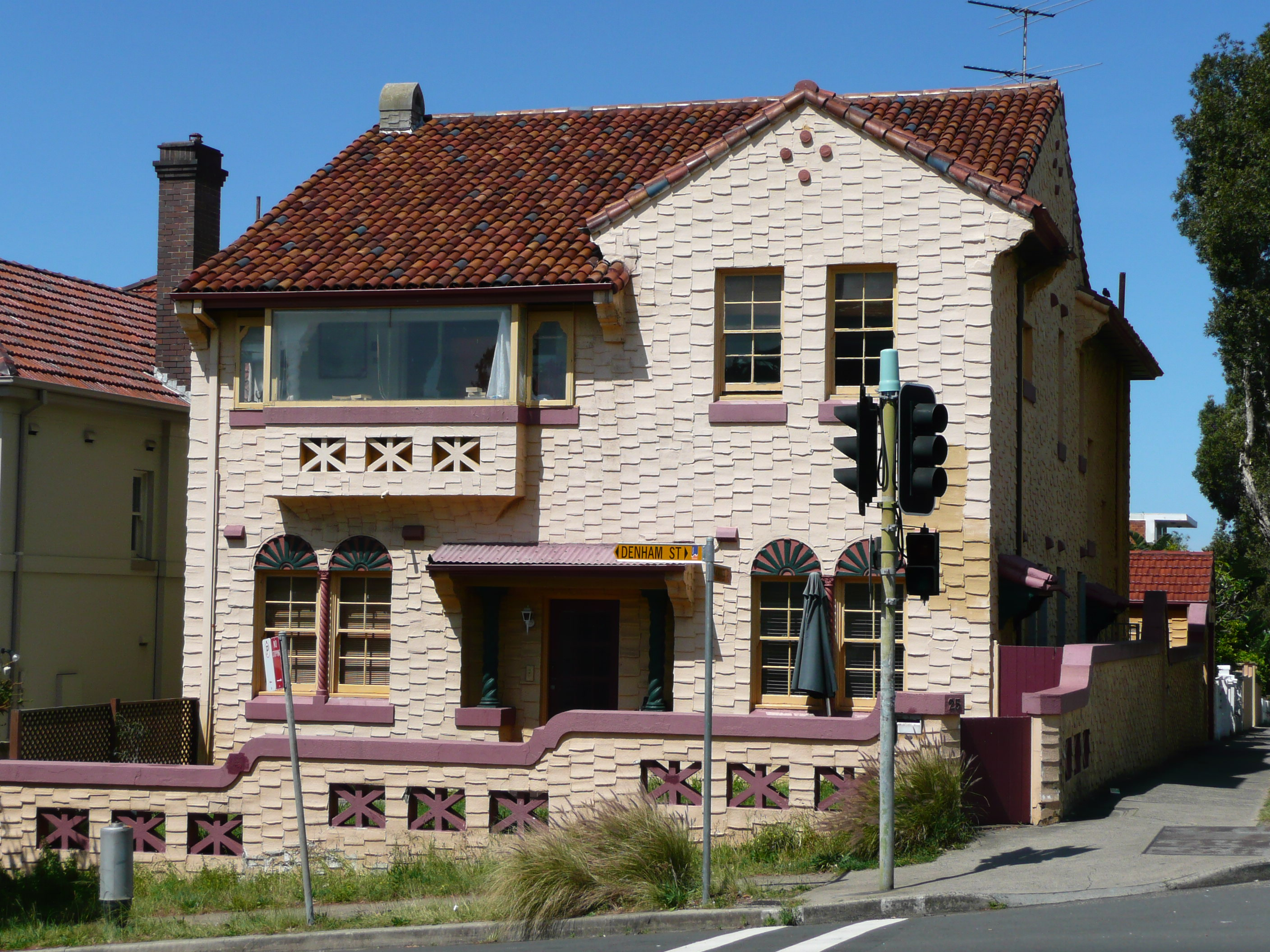
西班牙大宅式的建築
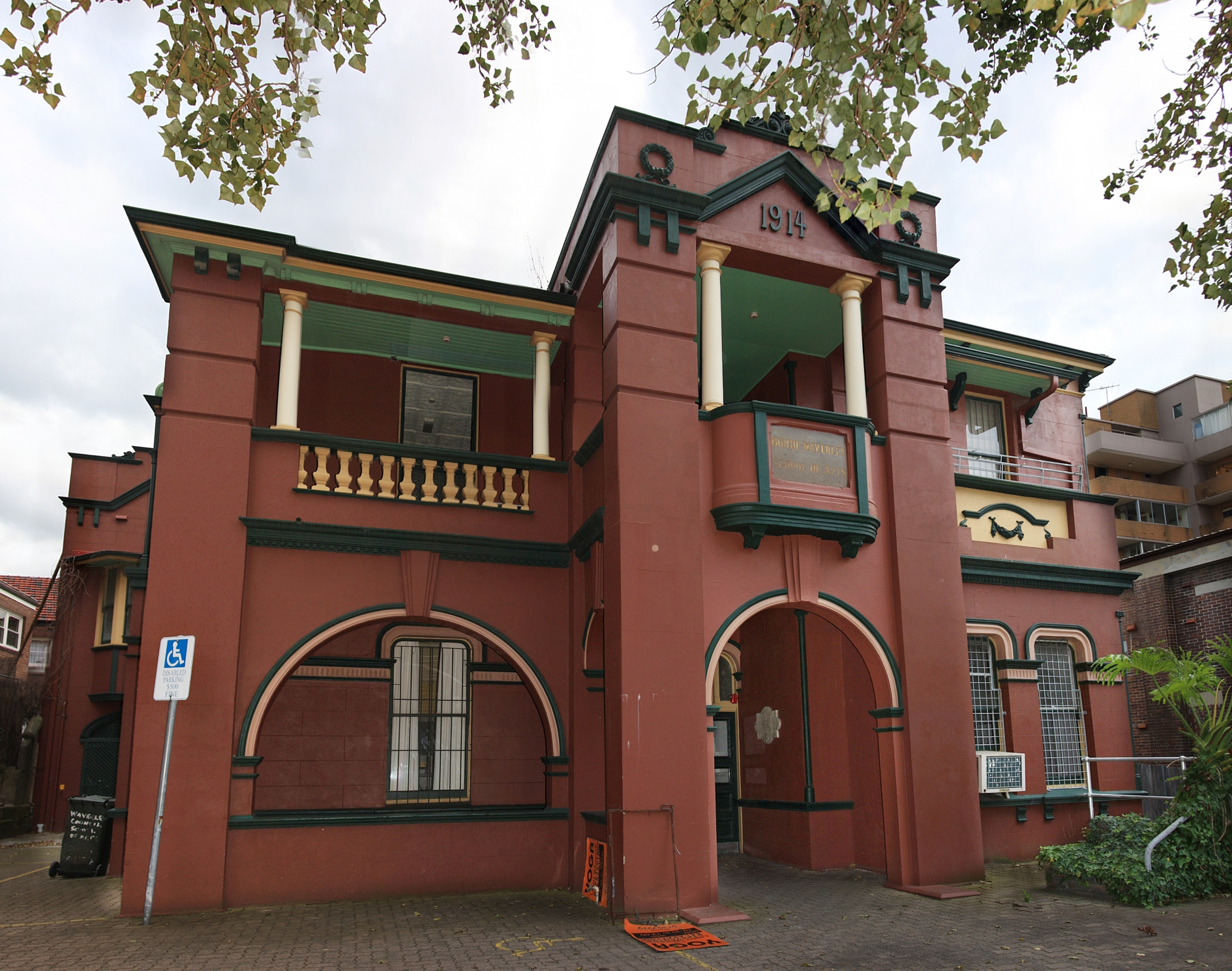
邦代韋弗利藝術學院

## 伸延閱讀
- Robert Drewe and others. BONDI. Published 1984, then 1993 by Allen & Unwin,Australia. (ISBN 1 86373 631X) （英文）
- Portia Fitzsimmons. Eastern Suburbs Album. Published by Atrand Pty. Ltd. Australia, 1985,1988. (ISBN 0 908272 16 2) （英文）

33°53′31″S 151°15′40″E / 33.89195°S 151.26099°E